# Romualdo Gentilucci
Romualdo Gentilucci, né en 1837 à Rome et mort dans la même ville en 1884, est un théologien et écrivain italien du XIXe siècle actif à Rome.

## Biographie
Romualdo Gentilucci naît à Rome en 1837 et y meurt en 1884. Il était connu pour son ouvrage théologique Vita della Santissima Vergine Maria (Vie de la Très Sainte Vierge Marie) qui a été publié en 1848. Il y a fait référence aux travaux de Ludovico Antonio Muratori, Elias Schedius, Roselli de Lorgnes et Nicolas Antoine Boulanger. Il a publié en 1841 un ouvrage de douze volumes contenant les biographies de tous les saints fêtés pendant l'année, dont les gravures ont été effectuées par Filippo Bigioli. 

## Publications
- Vita della Santissima Vergine Maria, E. Dunigan, 1848.